# Walter Iannelli
Walter Iannelli, nació en Buenos Aires, Argentina, en 1962, era un escritor, y periodista cultural.
Publicó entre otros Alguien está esperando (1996, cuentos), Sanpaku (2002, novela), Zumatra y la mecánica de tu corpiño (2005, poesía), Metano (2008,cuentos) y "La invención de lo real" (2011,novela)
. 
Fue premiado en seis oportunidades por el Fondo Nacional de las Artes de Argentina, organismo que también le otorgó la Beca Nacional de Creación en 2008. En el año 2007 obtuvo el 2° Premio Municipal de Literatura de la Ciudad de Buenos Aires a Novela editada bienio 2002/3.
- Datos: Q6166217

Falleció en Buenos Aires en la noche del 14 al 15 de marzo de 2014, probablemente de un ataque cardíaco.